# David Huxley
David Huxley (* 4. Februar 1988 in Adelaide, South Australia) ist ein australischer Eishockeyspieler, der seit 2018 bei den Adelaide Blackhawks in der Ice Hockey South Australia Premier League unter Vertrag steht.   

## Karriere
David Huxley begann seine Karriere als Eishockeyspieler in seiner Heimatstadt Adelaide, wo er zunächst für Adelaide Avalanche in der Australian Ice Hockey League unter Vertrag stand. Mit der Mannschaft gewann er 2007 als Hauptrundensieger der AIHL den V.I.P. Cup. Als der Klub aufgrund finanzieller Schwierigkeiten nach der Spielzeit 2008 den Spielbetrieb einstellte, unterbrach Huxley zunächst seine Vereinskarriere. Erst zur Spielzeit 2010 schloss er sich dem Nachfolgeklub Adelaide Adrenaline an, für den er bis 2017 spielte. Vor der Spielzeit 2018 wurde er für das AIHL-All-Star-Team nominiert. Anschließend wechselte er zu den Adelaide Blackhawks in die unterklassige Ice Hockey South Australia Premier League.

### International
Für Australien nahm Huxley im Juniorenbereich an den U18-Weltmeisterschaften 2005 in der Division III und 2006 in der Division II sowie den U20-Weltmeisterschaften 2006 und 2007 in der Division II und 2008 in der Division III teil. 
Im Seniorenbereich stand er im Aufgebot seines Landes bei der Weltmeisterschaft der Division I 2009 sowie bei den Weltmeisterschaften der Division II 2010, 2011, 2013, 2015 und 2016.

## Erfolge und Auszeichnungen
- 2005 Aufstieg in die Division II bei der U18-Weltmeisterschaft der Division III
- 2007 Gewinn des V.I.P.-Cups mit Adelaide Avalanche
- 2011 Aufstieg in die Division I bei der Weltmeisterschaft der Division II, Gruppe A
- 2016 Aufstieg in die Division II, Gruppe A, bei der Weltmeisterschaft der Division II, Gruppe B

## AIHL-Statistik
(Stand: Ende der Saison 2017)